# Ру (Болцано)
Ру је насеље у Италији у округу Болцано, региону Трентино-Јужни Тирол.
Према процени из 2011. у насељу је живело 34 становника. Насеље се налази на надморској висини од 1344 м.